# El sanatorio de la clepsidra
El Sanatorio De La Clepsidra (en polaco: Sanatorium Pod Klepsydrą) es una película de horror psicológico fantástico surrealista polaca de 1973. Dirigida por Wojciech Jerzy Has y protagonizada por Jan Nowicki, Tadeusz Kondrat, Mieczysław Voit, Halina Kowalska y Gustaw Holoubek, el filme también es conocido por el nombre de The Sandglass en países de lengua inglesa. La película narra la historia de un joven judío que visita a su padre en un sanatorio místico donde el tiempo no se comporta normalmente. La película es una adaptación de la colección de cuentos de Bruno Schulz Sanatorium pod Klepsydrą (El sanatorio de la clepsidra). Ganó el Premio del Jurado en el Festival de Cannes de 1973. 

## Sinopsis
Joseph (Jan Nowicki) viaja a través de un mundo de ensueño, tomando un tren en ruinas para visitar a su moribundo padre, Jacob, en un sanatorio. Cuando llega al hospital, encuentra que toda la instalación se va a arruinar y nadie parece estar a cargo o incluso cuidar a los pacientes. El tiempo parece comportarse de maneras impredecibles, reanimando el pasado en un elaborado capricho artificial.
Aunque Joseph siempre se muestra como un adulto, su comportamiento y la gente alrededor a menudo lo representan como un niño. Se hace amigo de Rudolf, un muchacho joven que posee un álbum del sello del franqueo. Los nombres de los sellos desencadenan una riqueza de asociación y aventura de Joseph. Entre las muchas ocurrencias de esta fantasmagórica y visualmente potente aventura, encontramos a Joseph reingresando en episodios de su infancia, con un padre descontroladamente excéntrico (que vive con pájaros en un ático), siendo arrestado por una misteriosa unidad de soldados por tener un sueño que fue severamente criticado en las altas esferas de poder, reflexionando sobre una chica con la que fantaseaba en su infancia y comandando un grupo de maniquíes de cera de personajes históricos. A lo largo de su extraño viaje, un ominoso conductor ciego reaparece como una figura de muerte.
También ha añadido una serie de reflexiones sobre el Holocausto que no estaban presentes en los textos originales, leyendo la prosa de Schulz a través del prisma de la muerte del autor durante la Segunda Guerra Mundial y la muerte del mundo que describió.

## Reparto
- Jan Nowicki en el papel de Józef.
- Tadeusz Kondrat como Jakub, padre de Józef.
- Irena Orska en el papel de madre de Józef
- Halina Kowalska en el papel de Adela
- Gustaw Holoubek en el papel del Dr. Gotard.
- Mieczysław Voit en el papel del conductor.
- Bożena Adamek en el papel de Bianka.
- Ludwik Benoit en el papel de Szloma.
- Henryk Boukołowski en el papel de bombero.
- Seweryn Dalecki en el papel de Teodor.
- Jerzy Przybylski como Mr. de V.
- Julian Jabczyński como político.
- Wiktor Sadecki como político.
- Janina Sokołowska en el papel de asistente.
- Wojciech Standełło como judío.
- Tadeusz Schmidt en el papel de oficinista.
- Szymon Szurmiej como judía que recita versos del Eclesiastés.
- Paweł Unrug como ornitólogo.
- Filip Zylber en el papel de Rudolf.
- Jerzy Trela en el papel de bufón.

## Producción
El sanatorio de la clepsidra no es solo una adaptación del libro Sanatorium pod Klepsydrą, sino también incluye secuencias de otras obras de Bruno Schulz. En cuanto a la posibilidad de una adaptación cinematográfica de un libro escrito por Schulz, el director Wojciech Jerzy Has ha dicho: 

"La prosa poética de Schulz fue la lectura de mi juventud, que influyó en mis películas. Mi objetivo no era hacer una adaptación literal de la obra, sino más bien hacer justicia a lo que llamamos la poética de la obra: su mundo único, aislado, sus atmosféricos, colores y formas ".

 La película es una mezcla de elementos de la Galitzia de principios de siglo en la que Schulz creció y tiene recuerdos propios de la misma región anteriores a la Segunda Guerra Mundial. La película fue producida por Zespół Filmowy Silesia. La fotografía principal tuvo lugar en los estudios Wytwórnia Filmów Fabularnych de Łódź.

## Censura
A pesar de ser una producción importante, la película fue acogida con renuencia por parte de las autoridades polacas. El sanatorio no solo se interpretó como un símbolo del mal estado de muchas instituciones y casas señoriales en la Polonia contemporánea, sino que también apuntaba a los antecedentes judíos de la Polonia actual, toda vez que el Gobierno había lanzado una importante campaña antisemita en 1968, que había provocado que unos 30.000 judíos polacos abandonaran el país. Las autoridades quisieron impedir que la película representara a Polonia en el Festival de Cannes de 1973, pero el director maniobrar y logró al fin que la película pudiera ser proyectada en el festival. El jurado de Cannes, presidido por la actriz Ingrid Bergman, honró a la película con el Premio del Jurado. El estreno polaco tuvo lugar el 11 de diciembre de 1973. La película está entre las 21 películas polacas clásicas restauradas digitalmente y elegidas para ser exhibidas en el Martin Scorsese Presents: Masterpieces of Polish Cinema.